# Plusilla rosalia
Plusilla rosalia là một loài bướm đêm trong họ Noctuidae.